# Ulamus
Ulamus – rodzaj kopalnych małż, do 2019 r. nazywany Echinotus. Nazwę zmieniono, gdyż dublowała nazwę rodzaju chrząszczy z rodziny czarnuchowatych występujących w południowej Afryce.